# John H. Anderson
John H. Anderson (geb. vor 1974) ist ein Szenenbildner.

## Leben
Anderson begann seine Karriere im Filmstab 1974 beim Fernsehen. Neben seiner Arbeit als Szenenbildner wirkte er vereinzelt auch  als Regieassistent. Bis Beginn der 1980er Jahre war er zumeist für Fernsehproduktionen tätig; ab 1983 arbeitete er fast zwei Jahrzehnte exklusiv für den Film. Für Peter Weirs Kriminalfilm Der einzige Zeuge war er zusammen mit Stan Jolley 1986 für den Oscar in der Kategorie Bestes Szenenbild nominiert, die Auszeichnung ging in diesem Jahr jedoch an Jenseits von Afrika.
In der Folge arbeitete er an großen Hollywoodproduktionen wie Mosquito Coast, Beverly Hills Cop II und Der Club der toten Dichter. Mit Beginn der 2000er Jahre kehrte er zum Fernsehen zurück, wo er unter anderem an der Fernsehserie Gilmore Girls mitwirkte.

## Filmografie (Auswahl)
- 1976: Liebe und andere Verbrechen (Alex & the Gypsy)
- 1981: Ich brauche einen Erben (Paternity)
- 1983: Hochzeit mit Hindernissen (The Man Who Wasn’t There)
- 1983: Die verwegenen Sieben (Uncommon Valor)
- 1984: Karate Kid (The Karate Kid)
- 1985: Der einzige Zeuge (Witness)
- 1986: Gung Ho
- 1986: Mosquito Coast (The Mosquito Coast)
- 1987: Beverly Hills Cop II
- 1988: Great Outdoors – Ferien zu dritt (The Great Outdoors)
- 1989: Meine teuflischen Nachbarn (The ’Burbs)
- 1989: Der Club der toten Dichter (Dead Poets Society)
- 1990: Gremlins 2 – Die Rückkehr der kleinen Monster (Gremlins 2 – The New Batch)
- 1990: Green Card – Schein-Ehe mit Hindernissen (Green Card)
- 1991: Selbstjustiz – Ein Cop zwischen Liebe und Gesetz (One Good Cop)
- 1991: Last Boy Scout – Das Ziel ist Überleben (The Last Boy Scout)
- 1993: Fearless – Jenseits der Angst (Fearless)
- 1994: Auf brennendem Eis (On Deadly Ground)
- 1994: Angels – Engel gibt es wirklich! (Angels in the Outfield)
- 1996: Versprochen ist versprochen (Jingle All the Way)
- 1997: Das Relikt (The Relic)
- 1999: Lebenslänglich (Life)
- 2000: Familie Klumps und der verrückte Professor (Nutty Professor II: The Klumps)
- 2000–2001: Gilmore Girls (TV-Serie, 13 Folgen)

## Auszeichnungen (Auswahl)
- 1986: Oscar-Nominierung in der Kategorie Bestes Szenenbild für Der einzige Zeuge